# Куйта (Нукутский район)
Куйта (бур. Хүйтэн - холодный) — деревня в Нукутском районе Усть-Ордынского Бурятского округа Иркутской области Российской Федерации, относится к муниципальному образованию «Шаратское». Находится примерно в 28 км от районного центра, в Унгинской долине. Через Куйту протекает одноимённая речка.
В деревне имеется сельхозпредприятие ООО «Куйта», в 2003 году отделившееся от СХЗАО «Шаратское», своя хлебопекарня.

## История
В первой половине XIX века называлась улусом Куйта. В 1925 году была организована коммуна «Ленинская заря» всё хозяйство которой составляли 3 лошади и 4 коровы. Комсомольцы-коммунары приобрели первые книжки, открыли избу-читальню, тёмные юрты заменяли новыми домами. В 1930 году коммуна преобразована в колхоз, в 1932 году появился первый трактор.
В годы Великой Отечественной войны из 143 парней из колхоза «Ленинская заря», ушедших на фронт, 83 погибли. В 1985 году погибшим сельчанам в селе был воздвигнут памятник.
В 1966 году открылась Куйтинская восьмилетняя школа, первым директором был фронтовик Халанов Николай Матвеевич.
В 1974 году деревня, вместе с деревней Тангуты и деревней Шараты вошла в совхоз «Шаратский».
В 1989 году была построена дорога в деревню, объекты соцкультбыта — клуб, новое здание библиотеки

## Население
| 2002 | 2010 | 2011 | 2012 |
| ---- | ---- | ---- | ---- |
| 536  | ↘449 | ↘448 | ↘447 |